# ナポレオンの問題
ナポレオンの問題（ナポレオンのもんだい、英：Napoleon's problem）とは、有名なコンパスのみによる作図問題の一つである。
一つの円とその中心が与えられているとき、コンパスのみを使ってその円を四つの等しい弧に分割する、という問題である。
ナポレオン・ボナパルトは、数学愛好家としても知られているが、ナポレオン自身がこの問題を創作したのか、あるいは単に解いたのみに過ぎないのかは不明である。
ナポレオンの友人であるイタリアの数学者ロレンツォ・マスケローニは、定規とコンパスで作図可能な図形は、コンパスのみで作図可能であることを示した（モール-マスケローニの定理）。
これは、マスケローニに先立ち、モール（Georg Mohr）がその著作Euclides Danicus の中で1672 年で示したが、その本は 1928 年に再発見された。
上に示したナポレオンの問題は、中心が未知の円が与えられたとき、コンパスのみを用いて四つの等しい弧に分割するという真のナポレオンの問題よりも簡単である。
以下では、真のナポレオンの問題の解とその略証を記す。

## 所与の円の中心の作図
{\displaystyle {\mathcal {C}}} を、中心 O が未知の与えられた円とする。
{\displaystyle {\mathcal {C}}} の半径 r も、未知である。
{\displaystyle {\mathcal {C}}} 上に、任意の点 A を取る。
目検討で {\displaystyle {\mathcal {C}}} の半径 r に近い長さ R を選び、A を中心とする半径 R の弧 {\displaystyle {\mathcal {C}}_{1}} を描き、{\displaystyle {\mathcal {C}}} との二交点を、B、B' とする。
B と B' を中心とする半径 R の二つの弧 {\displaystyle {\mathcal {C}}_{2}} を描き、A でない方の交点を C とする。
OA=OB=r、AB=BC=R、∠OAB=∠CAB だから、△OAB∽△BAC である。
よって、AC=R2/r である。
C を中心、AC=R2/r を半径とする弧 {\displaystyle {\mathcal {C}}_{3}} を描き、{\displaystyle {\mathcal {C}}_{1}} との交点を D、D' とする。
AD=R を半径、D と D' を中心とする二つの弧 {\displaystyle {\mathcal {C}}_{4}} を描き、A でない方の交点を X とする。
DA=DX=R、CA=CD=R2/r、∠XAD=∠CAD だから、△DAX∽△CAD である。
AX=R2/(R2/r)=r だから、X は {\displaystyle {\mathcal {C}}} の中心 O に一致する。
※　この作図のためには、弧 {\displaystyle {\mathcal {C}}_{1}} の半径 R は、大き過ぎても小さ過ぎてもいけない。
より正確には、r/2＜R＜2r でなければならない。

## 中心が与えられた円を四つの等しい弧に分割する作図
円 {\displaystyle {\mathcal {C}}} 上の任意の点 X を中心に取り、{\displaystyle {\mathcal {C}}} の中心 O を通る弧を描き、{\displaystyle {\mathcal {C}}} との二交点を V と Y とする。
同様に、Y を中心に取り、O の中心を通る弧を描き、{\displaystyle {\mathcal {C}}} との X 以外の交点を Z とする。
OV、OX、OY、OZ、VX、XY、YZ は、すべて円 {\displaystyle {\mathcal {C}}} の半径 r に等しい。
V を中心とし Y を通る弧と、Z を中心とし X を通る弧を描き、交点を T とする。
VY、VT、XZ、ZT は、{\displaystyle {\sqrt {3}}r} に等しい。
△OVT で、∠VOT=90°、OV=r、VT={\displaystyle {\sqrt {3}}r} だから、OT={\displaystyle {\sqrt {2}}r} である。
中心 Z、半径 OT の弧と円 {\displaystyle {\mathcal {C}}} との交点を U、W とする。
四角形 UVWZ は正方形であり、弧 UV、VW、WZ、ZU の長さは {\displaystyle {\mathcal {C}}} の周の四分の一に等しい。